# Саболч-Сатмар-Берег (жупанија)
Саболч-Сатмар-Берег (жупанија), (мађ. Szabolcs-Szatmár-Bereg megye) је једна од жупанија региона великих равница и северне мађарске у Мађарској, налази се у североисточном делу регије велике северне равнице.
Жупанија Саболч-Сатмар-Берег своје границе дели са Словачком, Украјином, Румунијом и мађарским жупанијама Хајду-Бихар и Боршод-Абауј-Земплен. Површина жупаније је 5.936,45 km², а седиште жупаније је град Њиређхаза.
Жупанија Саболч-Сатмар-Берег има 1 градски округ, 27 градова, 15 великих села и 186 села.

## Историја
Многи насеља, основана након доласка Мађара на ове просторе, били су у великој мери уништена од стране монгола приликом њихове инвазије 1241. године. Опоравак је трајао деценијама, добар пример за то је град Њиређхаза. Недуго после опоравка и стабилизације региона, наишла су турска освајања простора панонске низије. Овај турски период није пуно погодио ове крајеве, и данас постоје многи стари објекти из тих и ранијих времена. Једна од познатијих је црква Чарода, саграђена у романском стилу, која има фреске које датирају уназад чак у 13. век. Такође и средњовековне цркве у Њирбатору су у потпуности очуване

### Срезови у жупанији Саболч-Сатмар-Берег
У Саболч-Сатмар-Берег жупанији постоји 12 срезова.
Котари у жупанији Саболч-Сатмар-Берег са основним статистичким подацима:
| Име среза             | Седиште         | Површина (km²) | Број становника (1. јануар 2007) | Број насеља |
| --------------------- | --------------- | -------------- | -------------------------------- | ----------- |
| Бакталорантхашки срез | Бакталорантхаза | 451,75         | 35.371                           | 19          |
| Ченгершки срез        | Ченгер          | 246,55         | 13.877                           | 11          |
| Фехерђарашки срез     | Фехерђармат     | 702,64         | 38.956                           | 49          |
| Ибрањ-Нађхалашки срез | Ибрањ           | 521,09         | 45.768                           | 17          |
| Кишвардашки срез      | Кишварда        | 443,71         | 54.117                           | 21          |
| Матесалкашки срез     | Матесалка       | 624,74         | 66.190                           | 26          |
| Нађкалошки срез       | Нађкало         | 518,29         | 45.673                           | 9           |
| Њирбаторошки срез     | Њирбатор        | 695,94         | 44.808                           | 20          |
| Њиређхазашки срез     | Њиређхаза       | 539,32         | 142.247                          | 9           |
| Тисавашварски срез    | Тисавашвари     | 479,06         | 37.531                           | 10          |
| Вашарошнамењски срез  | Вашарошнамењ    | 567,49         | 31.266                           | 27          |
| Захоњски срез         | Захоњ           | 145,97         | 20.250                           | 11          |

### Градови са општинском управом
- Њиређхаза Nyíregyháza, (116.899) (седиште)

### Градови са статусом носиоца општине
(Позиција града је одређена по броју становника, на основу података Централног завода за статистику, КСХ)
| Бр. | Насеље          | Становника | Срезови Мађарске        |
| --- | --------------- | ---------- | ----------------------- |
| 1.  | Њиређхаза       | 117.121    | Њиређхазашки срез       |
| 2.  | Матесалка       | 16.576     | Матесалски срез         |
| 3.  | Кишварда        | 16.084     | Кишвардски срез         |
| 4.  | Тисавашвари     | 12.508     | Тисавашварски срез      |
| 5.  | Ујфехерто       | 12.472     | Нађкалошки срез         |
| 6.  | Њирбатор        | 11.831     | Њирбаторски срез        |
| 7.  | Нађкало         | 9.214      | Нађкалошки срез         |
| 8.  | Вашарошнамењ    | 8.618      | Вашарошнамењски срез    |
| 9.  | Фехерђармат     | 7.981      | Фехерђарматски срез     |
| 10. | Ибрањ           | 6.648      | Ибрањ-Нађхалашки срез   |
| 11. | Њиртелек        | 6.488      | Њиређхазашки срез       |
| 12. | Балкањ          | 6.294      | Нађкалошки срез         |
| 13. | Нађечед         | 6.239      | Матесалски срез         |
| 14. | Нађхалас        | 5.564      | Ибрањ-Нађхалашки срез   |
| 15. | Тисалек         | 5.234      | Тисавашварски срез      |
| 16. | Ченгер          | 4.961      | Ченгерски срез          |
| 17. | Њирмада         | 4.811      | Бакталорантхазашки срез |
| 18. | Кемече          | 4.777      | Ибрањ-Нађхалашки срез   |
| 19. | Ракамаз         | 4.272      | Тисавашварски срез      |
| 20. | Захоњ           | 4.236      | Захоњски срез           |
| 21. | Демечер         | 4.083      | Ибрањ-Нађхалашки срез   |
| 22. | Мандок          | 3.988      | Захоњски срез           |
| 23. | Бакталорантхаза | 3.918      | Бакталорантхазашки срез |
| 24. | Домбрад         | 3.910      | Кишвардски срез         |
| 25. | Ајак            | 3.608      | Кишвардски срез         |
| 26. | Ваја            | 3.562      | Матесалски срез         |
| 28. | Њирлугош        | 2.575      | Њирбаторски срез        |
| 29. | Мариапоч        | 2.073      | Њирбаторски срез        |

(Ред списка је направљен по опадајућем низу броја становника датог места, попис је из 2001. године, курзивним текстом су написана оригинална имена на мађарском језику), а у заградама је број становника.
- Хајдубесермењ Hajdúböszörmény; Надудвар Nádudvar; Тисачеге Tiszacsege; Хајдусобосло Hajdúszoboszló; Полгар Polgár; Фелдеш Földes; Балмазујварош Balmazújváros; Њирадоњ Nyíradony; Бихаркерестеш Biharkeresztes; Хајдунанаш Hajdúnánás; Летавертеш Létavértes; Њирабрањ Nyírábrány; Балкањ Balkány; Пишпекладањ Püspökladány; Теглаш Téglás; Почај Pocsaj; Хајдухадхаз Hajdúhadház; Комади Komádi; Багамер Bagamér; Хајдушамшон Hajdúsámson; Еђек Egyek; Чекме Csökmő; Хајдудорог Hajdúdorog; Деречке Derecske; Вамошперч Vámospércs;

### Села
| - Ајак ; - Анарч ; - Апађ ; - Арањшопати ; - Балша ; - Барабаш ; - Баторлигет ; - Бенк ; - Берегдароц ; - Берегшурањ ; - Беркес ; - Бешењед ; - Бестерец ; - Бири ; - Ботпалад ; - Бекењ ; - Буј ; - Вашмеђер ; - Валај ; - Вамошаћа ; - Вамошороси ; - Гарболц ; - Гачаљ ; - Гававенчеле ; - Геленеш ; - Гемже ; - Гестеред ; - Геберјен ; - Гегењ ; - Гулач ; - Дарно ; - Деге ; - Ђеречке ; - Ђертелек ; - Ђулахаза ; - Ђеђе ; - Ђере ; - Енченч ; - Еперјешке ; - Ерпатак ; - Жарољан ; - Журк ; - Зајта ; - Илк ; - Јанд ; - Јанкмајтис ; - Јарми ; - Јеке ; - Калошемјен ; - Калманхаза ; | - Канторјаноши ; - Кек ; - Кекче ; - Кершемјен ; - Кишар ; - Кишходош ; - Кишлета ; - Кишнамењ ; - Кишпалад ; - Кишсекереш ; - Кишваршањ ; - Кочорд ; - Комлодтотфалу ; - Коморо ; - Котај ; - Келче ; - Кемере ; - Лашкод ; - Левелек ; - Лоња ; - Левепетри ; - Магошлигет ; - Мађ ; - Манд ; - Мандок ; - Марокпапи ; - Маћуш ; - Мезеладањ ; - Мехтелек ; - Мерк ; - Милота ; - Нађар ; - Нађчеркес ; - Нађдобош ; - Нађходош ; - Нађсекереш ; - Нађваршањ ; - Напкор ; - Набрад ; - Немешборзова ; - Њирбелтек ; - Њирбогат ; - Њирбогдањ ; - Њирчахољ ; - Њирчасари ; - Њирдерж ; - Њиргелше ; - Њирђулај ; - Њириброњ ; - Њирјако ; - Њиркарас ; | - Њирката ; - Њиркерч ; - Њирлеве ; - Њирмада ; - Њирмеђеш ; - Њирмихаљди ; - Њирпарасња ; - Њирпазоњ ; - Њирпилиш ; - Њирташ ; - Њиртет ; - Њиртура ; - Њирвашвари ; - Олчва ; - Олчваапати ; - Опаљи ; - Екеритофилпеш ; - Ембељ ; - Ер ; - Пањола ; - Пап ; - Папош ; - Пасаб ; - Патроха ; - Паћод ; - Пенеслек ; - Пењиге ; - Петнехаза ; - Пириче ; - Порчалма ; - Почпетри ; - Пустадобош ; - Рамочахаза ; - Раполт ; - Реткезберенч ; - Роход ; - Рожаљ ; - Саболч ; - Саболчбака ; - Саболчверешмарт ; - Сакољ ; - Самошанђалош ; - Самошбеч ; - Самошкер ; - Самошаљи ; - Самошсег ; - Самоштатарфалва ; - Самошујлак ; - Сатмарчеке ; - Секељ ; - Соргалматош ; | - Тарпа ; - Такош ; - Терем ; - Тиборсалаш ; - Тимар ; - Тисаадоњ ; - Тисабеч ; - Тисаберцел ; - Тисабездед ; - Тисачече ; - Тисадада ; - Тисадоб ; - Тисаеслар ; - Тисакањар ; - Тисакеречењ ; - Тисакород ; - Тисамођорош ; - Тисанађфалу ; - Тисарад ; - Тисасалка ; - Тисасентмартон ; - Тисателек ; - Тисавид ; - Тистаберек ; - Тивадар ; - Торњошпалца ; - Туњогматолч ; - Тужер ; - Туриштванди ; - Турриче ; - Ура ; - Уска ; - Ујдомбради ; - Ујкенез ; - Фабијанхаза ; - Фењешлитке ; - Филешд ; - Филпешдароц ; - Хермансег ; - Хетефејерче ; - Ходас ; - Цегењдањад ; - Ћукод ; - Чахолц ; - Чарода ; - Часло ; - Чегелд ; - Ченгершима ; - Ченгерујфалу ; - Шење ; - Шонкад ; |

Насеља са статусом општине су означена са 